# Слим Уинтърмют
Ърджел „Слим“ Уинтърмют (на английски: Slim Wintermute) е американски колежански и професионален баскетболист.

## Колежанска кариера
Роден в Портланд, Орегон, Уинтърмют учи в гимназия в „Лонгвю“, Вашингтон. Като център, той е ключов играч на колежанския баскетболен отбор на Орегон Дъкс 1938 – 1939, който е носител на първото първенство на NCAA. Уинтърмют е избран за All-American през 1939 г. Той е избран за Залата на славата на Университета в Орегон през 1994 г. и е един от шестте играчи, чиито номера са оттеглени от употреба.

## Професионална кариера
Уинтърмют играе професионално за Детройт Ийгълс от Националната баскетболна асоциация. Той също така играе ролята на играещ треньор за Портланд Индиънс от Тихоокеанската брегова професионална баскетболна лига.

## След баскетбола
След края на кариерата си в баскетбола Уинтърмют работи за Boeing. Той е избран за Залата на славата на Орегон през 1980 г. На 21 октомври 1977 г., Слим Уинтърмют излиза със своята яхта от Портейдж Бей в езерото Юниън в Сиатъл и не се връща. Неговата лодка е открита няколко дни по-късно, а на нея е един от приятелите на Уинтърмют, заспал на лодката. Тялото на Уинтърмют не е намерено.